# Ротаметр

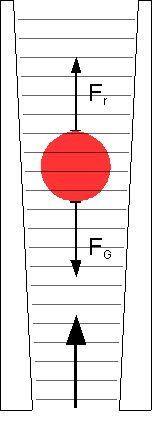

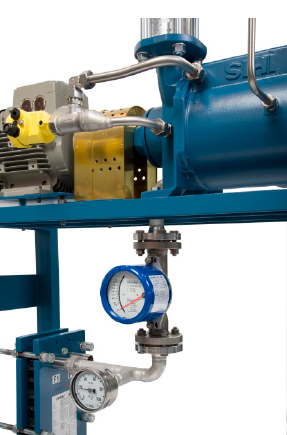
Металлический ротаметр

Рота́метр — прибор для определения объёмного расхода газа или жидкости в единицу времени.

## Устройство и принцип работы
Ротаметр состоит из конической трубки, расходящейся вверх, внутри которой перемещается поплавок-индикатор. Измеряемый поток жидкости или газа проходит через трубку снизу вверх и поднимает поплавок. Чем выше поплавок, тем больше площадь вокруг него, через которую может течь поток. Поднявшись настолько, что сила тяжести FG уравновешивает подъёмную силу Fr со стороны потока, поплавок останавливается. Таким образом, каждому положению поплавка соответствует определённый расход — определение этого соответствия называется градуировка (калибровка). Для отечественных ротаметров градуировка производится на заводе изготовителе по воздуху и воде при норм. условиях. Зарубежные ротаметры, например немецкой фирмы Krohne, как правило градуируются по параметрам измеряемой среды заказчика. Ротаметр иногда используется для определения расхода агрессивных жидкостей.
Трубки ротаметров могут быть стеклянными (рассчитаны на давление до 2,5 МПа) и металлическими (до 70 МПа). Поплавки в зависимости от свойств жидкости или газа изготовляют из различных металлов либо пластмасс.

## Достоинства

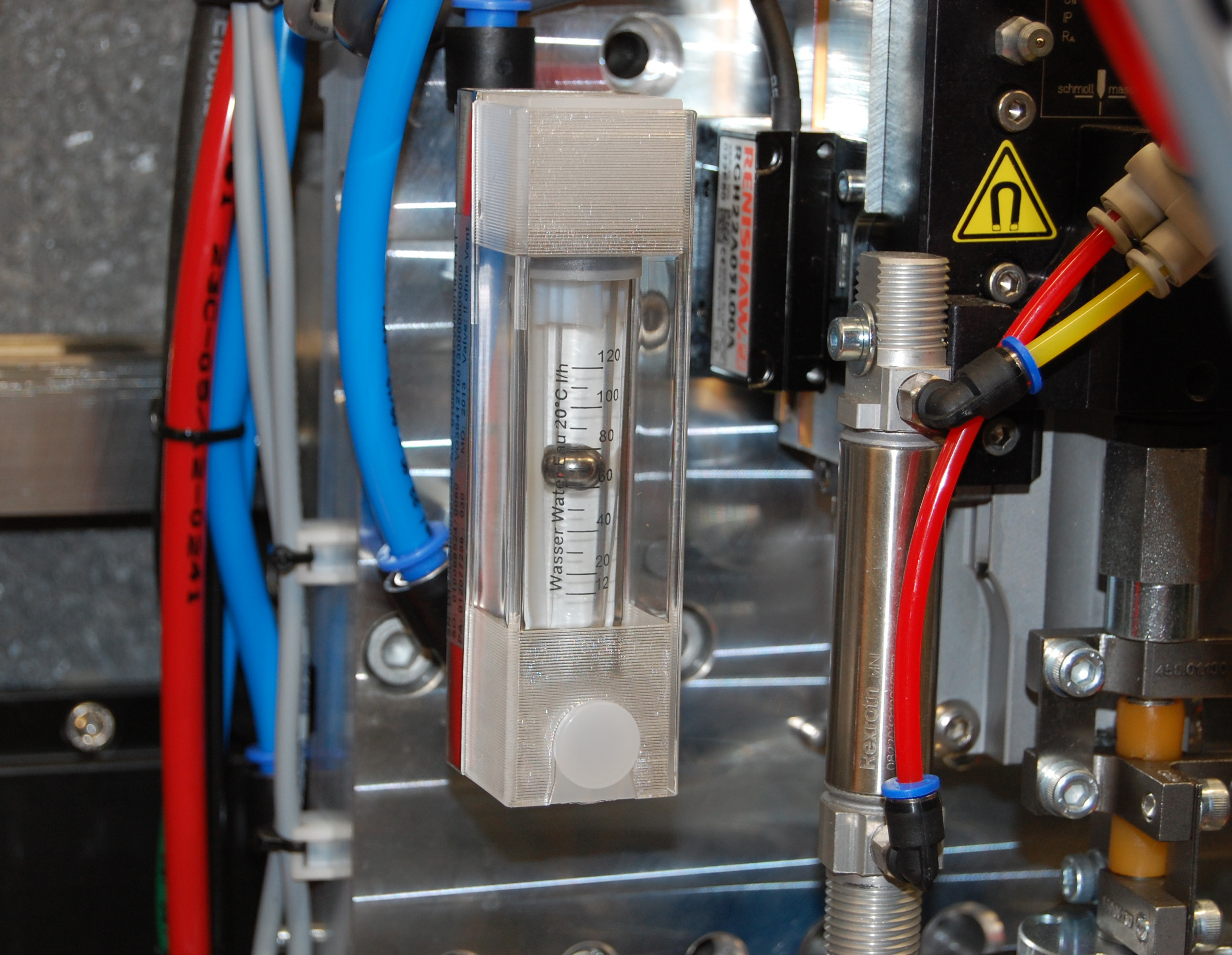
Ротаметр со стеклянным конусом и пластиковым фитингом, мониторинг охлаждающей жидкости на станке

- Сравнительно простое и потому надёжное устройство
- Для изготовления не требуются сложные технологии или дорогие материалы, что обеспечивает широкое распространение ротаметров.
- Ротаметр может показывать расход жидкости непрерывно, при этом не требуя дополнительных манипуляций[1]

## Недостатки
- Ротаметр должен располагаться вертикально. (Существуют ротаметры и горизонтального исполнения, где поплавок возвращается в начальное положение под действием пружины).
- Высота подъёма поплавка-индикатора зависит от плотности и, в общем случае, вязкости протекающего вещества.
- Показания ротаметра обычно считываются оператором визуально, что усложняет использование ротаметров в автоматизированных системах.

## Автоматизированные ротаметры
Для использования ротаметра в автоматизированных системах, необходимо обеспечить считывание его показаний без участия человека. Различные предложенные для этого решения состоят в использовании оптического или магнитного определения положения поплавка.